# Капский голубок
Ка́пский голубо́к, или ка́пский го́лубь, или ка́пский буреве́стник, или ка́пский глупы́ш (лат. Daption capense) — морская птица рода капских буревестников (Daption) семейства буревестниковых отряда буревестникообразных, распространённая в южном полушарии. Единственный представитель рода Daption. Гнездится на антарктическом побережье и субантарктических островах, таких как Кергелен, Хёрд и Новая Зеландия.
Общая масса составляет от 250 до 300 г при размере около 36 см и размахе крыльев около 89 см. Таким образом, капский голубок относится скорее к малым буревестникам. Его крылья широкие, а хвост короткий и округлённый. На верхней стороне крыльев у капского голубка чёрно-белый рисунок с двумя крупными белыми пятнами на каждом крыле. Голова, подбородок, бока шеи и спина окрашены в чёрный цвет.
Капских голубков часто можно наблюдать, когда они стаями следуют за кораблями, бороздящими южные океаны. Во время южной зимы он часто следует холодному Перуанскому течению у западного побережья Южной Америки, а также Бенгельскому течению у западного побережья Африки в поисках криля. К пище капского голубка относится также и падаль.
Птенцы вылупливаются по истечении 40—50 дней и достигают половой зрелости в возрасте трёх лет. Однако до первого успешного гнездования как правило проходит шесть лет. Продолжительность жизни капских голубков составляет 18 лет.

## Галерея

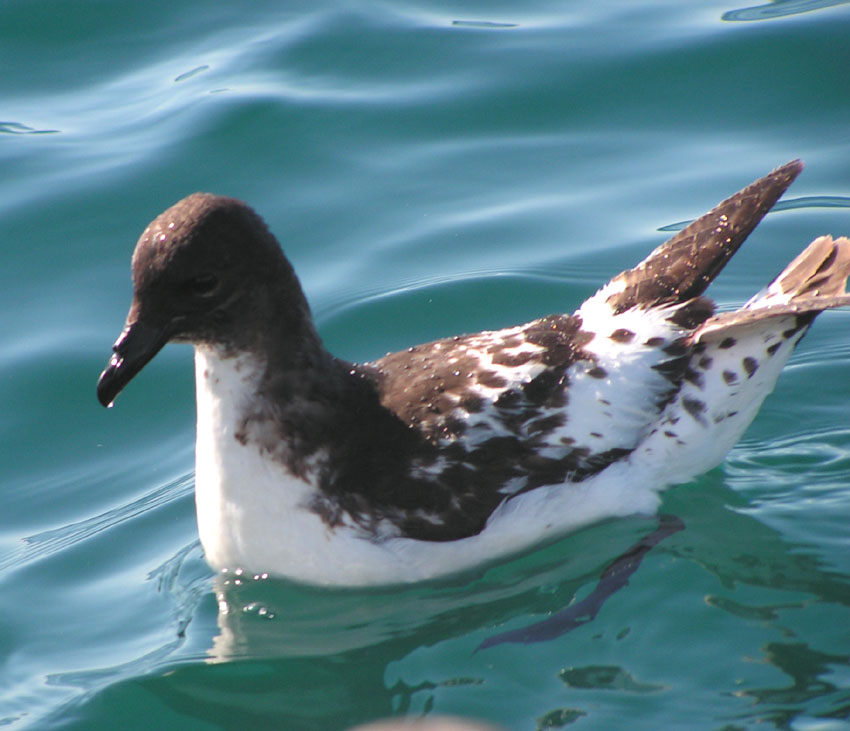
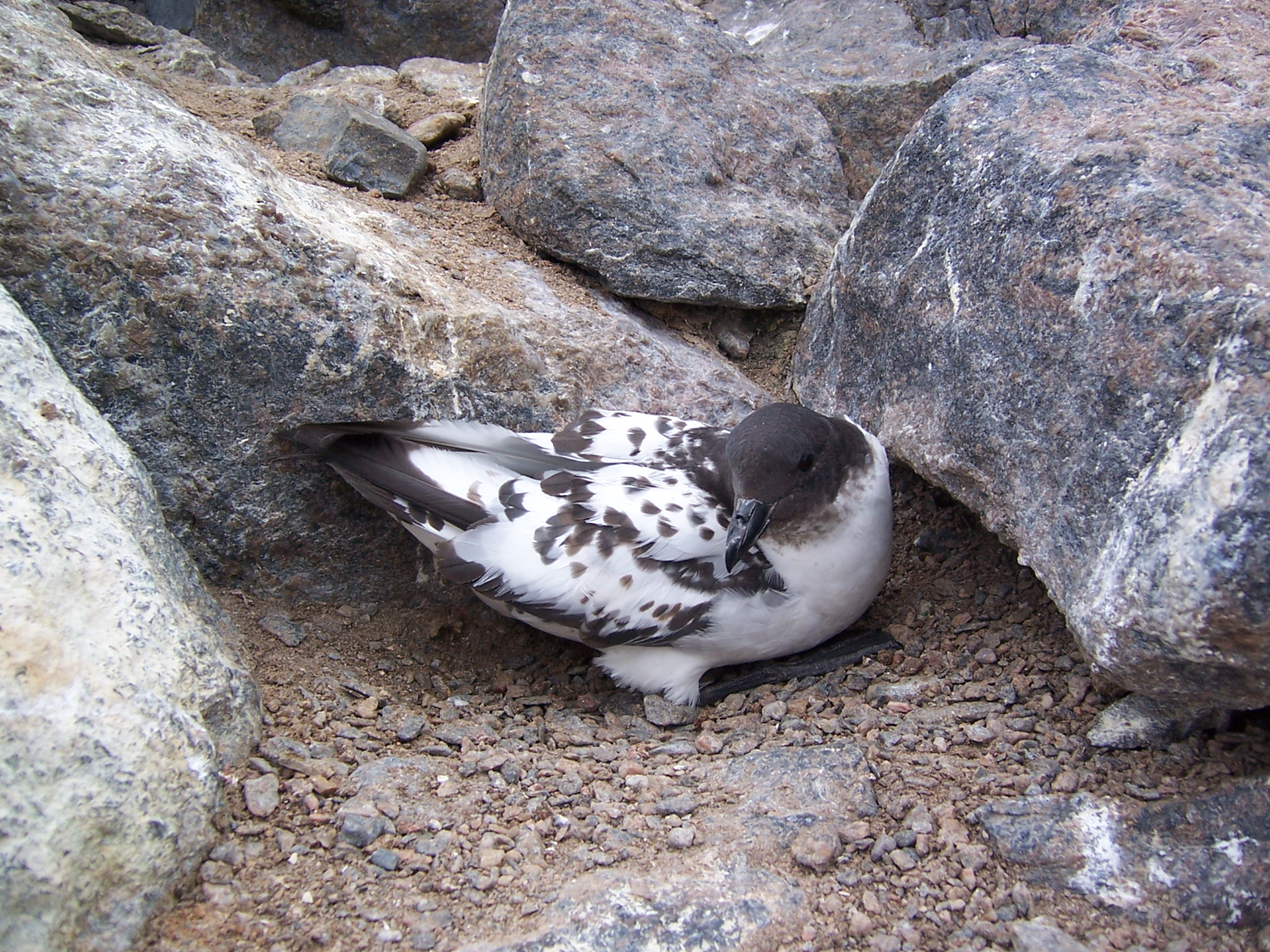
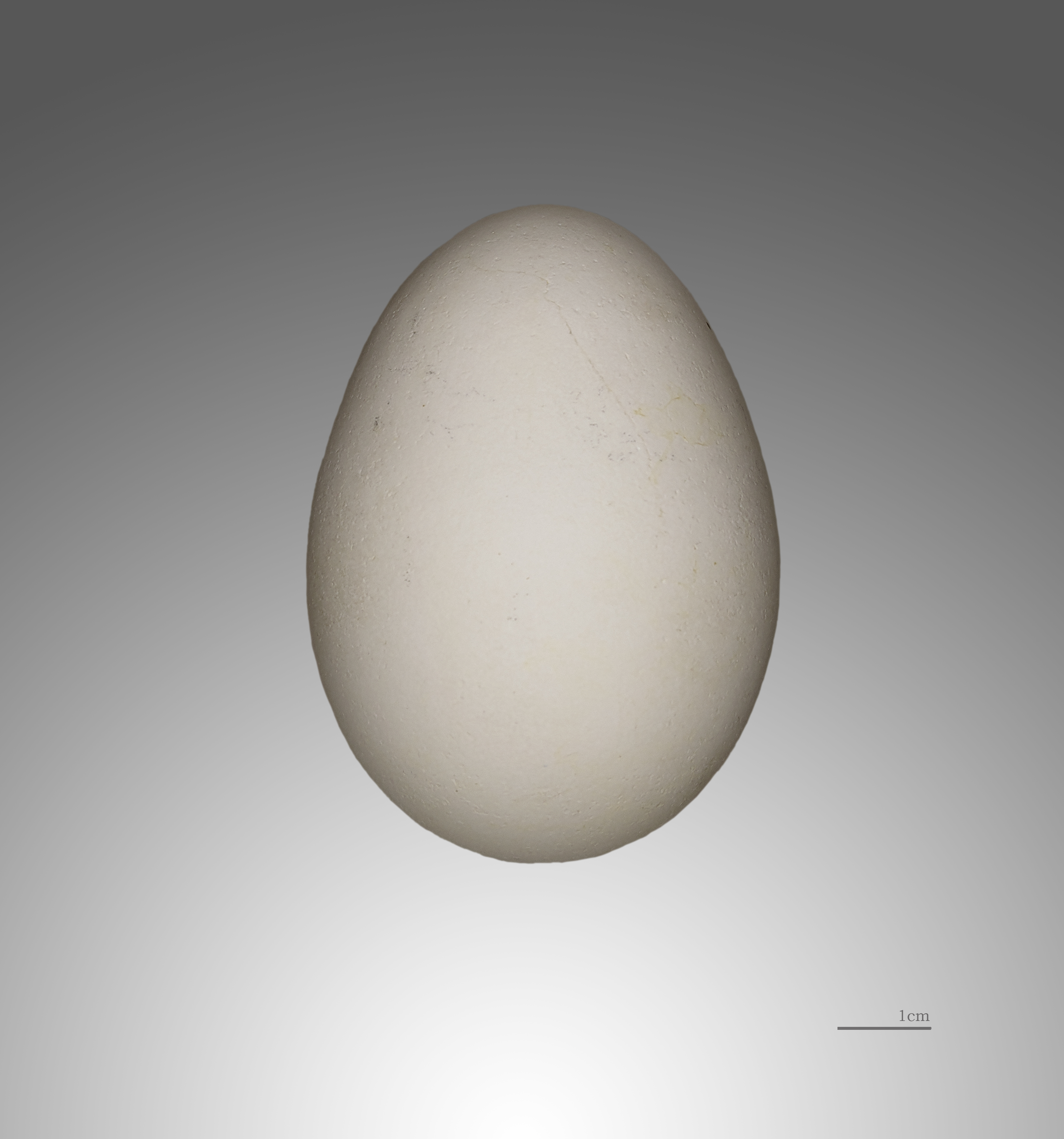